# Matteo Vannucci
Matteo Vannucci (Bagno a Ripoli, 19 maggio 2003) è un pilota motociclistico italiano, vincitore del campionato italiano Supersport 300 nel 2021.

## Carriera
Nel 2015 è campione toscano Open A. Nel 2016 si classifica al terzo posto nel Trofeo Simoncelli (categoria Junior B). Nel 2017 è campione italiano minimoto (categoria open A). Nel 2018 vince il Trofeo Yamaha R125 cup, nel 2020 vince il trofeo Yamaha R3 cup e nel 2021 vince il titolo italiano nel Campionato Italiano Velocità (CIV)  con il Team AG Motorsport Italia . Nel 2021 arriva secondo per un punto, a causa dell'impossibilità di partecipare a due round del CIV (in totale quattro gare) per la sovrapposizione delle date con i round del mondiale. Sempre nel 2021, Matteo Vannucci corre nel mondiale Superbike nella classe Supersport 300 sempre con il Team PATA Yamaha AG Motorsport Italia, al suo esordio senza aver visto le piste, segna giri veloci, record e sale sale più volte sul podio (di cui due vittorie), viene nominato Rookie of the Year 2021 della FIM Supersport 300.
Reduce dalla vincita del trofeo Yamaha R3 cup 2020, nel 2021 Vannucci viene messo sotto contratto da AG Motorsport Italia - Yamaha Supported Team e conquista cinque vittorie, sei secondi ed un quinto posto nelle dodici gare in calendario nella categoria Supersport 300. Al termine della stagione è campione italiano con un margine di oltre settanta punti sul più diretto degli inseguitori: il turco Bahattin Sofuoğlu.
Nel 2022, con lo stesso team della stagione precedente, gareggia nuovamente nel CIV. Parallelamente alle competizioni nazionali, fa il suo esordio nel mondiale Supersport 300. In occasione del Gran Premio di Misano ottiene sua la prima pole position in questa categoria. Vince gara 1 ma nel warm up di domenica mattina rimane coinvolto in un incidente che gli impedisce di prendere parte a gara 2. Vince nuovamente a Magny-Cours diventando così il primo italiano a vincere almeno due gare in questa categoria. ottiene un altro podio nell'evento conclusivo a Portimão e chiude all'ottavo posto in classifica piloti con la nomina di Rookie of the Year nel mondiale Supersport 300. Nel campionato italiano le due doppie prove saltate per la concomitanza con il mondiale non gli consentono di difendere il titolo che va a Leonardo Carnevali.
Il 2023 vede nuovamente Vannucci impegnato sia nel campionato italiano che nel mondiale della Supersport 300. In entrambe le competizioni gareggia nuovamente con la YZF-R3 di AG Motorsport Italia. Conquista due pole position ed una vittoria a Imola classificandosi al quinto posto nel mondiale. Nel campionato italiano si classifica al terzo posto con tre vittore e quattro pole position. Nel 2024, terzo anno con AG Motorsport, conquista 42 punti classificandosi diciannovesimo.

## Risultati nel mondiale Supersport 300
| 2022 | Moto   |   |     |   |    |   |    |   |    |   |    |   |    |    |    |   |   | Punti | Pos. |
| ---- | ------ | - | --- | - | -- | - | -- | - | -- | - | -- | - | -- | -- | -- | - | - | ----- | ---- |
| 2022 | Yamaha | 7 | Rit | 7 | 12 | 8 | 14 | 1 | NP | 5 | 12 | 1 | 16 | 16 | 16 | 6 | 3 | 123   | 8º   |

| 2023 | Moto   |    |   |   |   |   |     |   |   |    |    |   |     |    |   |   |   | Punti | Pos. |
| ---- | ------ | -- | - | - | - | - | --- | - | - | -- | -- | - | --- | -- | - | - | - | ----- | ---- |
| 2023 | Yamaha | 24 | 3 | 8 | 2 | 6 | Rit | 1 | 2 | 24 | 20 | 7 | Rit | 13 | 2 | 4 | 5 | 155   | 5º   |

| 2024 | Moto   |    |    |     |    |   |     |     |     |    |    |   |    |    |   |    |     | Punti | Pos. |
| ---- | ------ | -- | -- | --- | -- | - | --- | --- | --- | -- | -- | - | -- | -- | - | -- | --- | ----- | ---- |
| 2024 | Yamaha | 14 | 19 | Rit | NP | 8 | Rit | Rit | Rit | 30 | 14 | 9 | 10 | 14 | 7 | 10 | Rit | 42    | 19º  |

| 2025 | Moto   |   |    |   |   |   |    |    |    |  |  |  |  |  |  |  |  | Punti | Pos. |
| ---- | ------ | - | -- | - | - | - | -- | -- | -- |  |  |  |  |  |  |  |  | ----- | ---- |
| 2025 | Yamaha | 7 | 11 | 8 | 8 | 5 | 11 | 16 | 17 |  |  |  |  |  |  |  |  | 46    |      |

| Legenda | 1º posto        | 2º posto            | 3º posto           | A punti      | Senza punti        | Grassetto – Pole position Corsivo – Giro più veloce |
| Legenda | Gara non valida | Non qual./Non part. | Ritirato/Non class | Squalificato | '-' Dato non disp. | Grassetto – Pole position Corsivo – Giro più veloce |